# Polymastia bicolor
Polymastia bicolor är en svampdjursart som beskrevs av Carter 1886. Polymastia bicolor ingår i släktet Polymastia och familjen Polymastiidae.
Artens utbredningsområde är havet kring Australien. Inga underarter finns listade i Catalogue of Life.